# سیبلیوس (نرم‌افزار)
سیبلیوس (نرم‌افزار)
سیبلیوس یک برنامه نت‌نویسی که توسط شرکت نرم‌افزاری سیبلیوس (در حال حاضر بخشی از اوید تکنولوژی) تولید و عرضه شده‌است. این نرم‌افزار علاوه بر نت‌نویسی و ویرایش نتها توانایی پخش و تبدیل فایلهای میدی ، چاپ و انتشار آنلاین نتهای ویرایش شده را دارد.

## تاریخچه
این نرم‌افزار در اصل توسط برادران فین، بن و جاناتان، با نام سیبلیوس ۷ برای شرکت کامپیوتری آکرن آرکیمدس Acorn Archimedes computer طراحی و ساخته شد.
شروع طراحی در سال ۱۹۸۶ و عرضه آن به بازار بر روی فلاپی دیسک ۳٫۵ در آوریل ۱۹۹۳ صورت گرفت. سپتامبر ۱۹۹۸ از نسخه ویندوز این نرم‌افزار رونمایی شد و در پی آن چندماه بعد نسخه مک هم به بازار آمد.
نام این نرم‌افزار از نام موسیقی دان و آهنگساز نام‌آور فنلاندی ژان سیبلیوس برگرفته شده‌است.

## ورودی و خروجی
این نرم‌افزار قابلیت بازکردن فایلهایی با پسوند *.sib, *.xml, *.mxl, *.mid, *.opt را دارا می‌باشد.
فایلهای ایجاد یا ویرایش شده با این نرم‌افزار علاوه بر پسوندهای *.sib, *.xml, *.mxl, *.mid, با پسوندهای *.wav, *.aif, *.bmp, *.png, *.eps, *.tif, *.svg, *.mid, *.htm, *.pdf قابل ذخیره شدن می‌باشند.

## نسخه‌های نرم‌افزار سیبلیوس
- نسخه ۳۰ روزه آزمایشی (رایگان)[۱]
- نسخه سیبلیوس فرست و سیبلیوس[۲]
- نسخه دانشجویان و معلمان[۳]
- نسخه‌های حرفه ای